# Toston
Toston és una concentració de població designada pel cens dels Estats Units a l'estat de Montana. Segons el cens del 2000 tenia 105 habitants.

## Demografia
Segons el cens del 2000, Toston tenia 105 habitants, 44 habitatges, i 28 famílies. La densitat de població era de 22,6 habitants per km².
Dels 44 habitatges en un 27,3% hi vivien nens de menys de 18 anys, en un 56,8% hi vivien parelles casades, en un 6,8% dones solteres, i en un 34,1% no eren unitats familiars. En el 29,5% dels habitatges hi vivien persones soles el 6,8% de les quals corresponia a persones de 65 anys o més que vivien soles. El nombre mitjà de persones vivint en cada habitatge era de 2,39 i el nombre mitjà de persones que vivien en cada família era de 2,97.
Per edats la població es repartia de la següent manera: un 25,7% tenia menys de 18 anys, un 4,8% entre 18 i 24, un 26,7% entre 25 i 44, un 35,2% de 45 a 60 i un 7,6% 65 anys o més.
L'edat mediana era de 40 anys. Per cada 100 dones de 18 o més anys hi havia 122,9 homes.
La renda mediana per habitatge era de 21.250 $ i la renda mediana per família de 22.778 $. Els homes tenien una renda mediana de 16.000 $ mentre que les dones 0 $. La renda per capita de la població era d'11.945 $. Aproximadament el 26,5% de les famílies i el 42,2% de la població estaven per davall del llindar de pobresa.

## Poblacions més properes
El següent diagrama mostra les poblacions més properes.